# جداء مباشر
في الرياضيات، يمكن تحديد الجداء المباشر بواسطة الكائنات الرياضية المعروفة بالفعل، وهو تعميم لمفهوم الجداء الديكارتي في المجموعات الأساسية، جنبا إلى جنب مع بنية محددة بشكل مناسب على جداء المجموعات. نظري أكثر، حيث يمكن التحدث عن الجداء في نظرية الأصناف، الذي يضفي الصبغة الرسمية على هذه المفاهيم.
ومن الأمثلة على ذلك جداء المجموعات (أنظر جداء ديكارتي)، والزمر (الموصوفة أدناه)، وجداء الأزواج وغيرها من التعابير الجبرية. وجداء المساحات الطوبولوجية هو أيضا مثال آخر عن الجداء المباشر.
وهناك أيضا المجموع المباشر - في بعض المجالات يستخدم بنفس المعنى، وهو مفهوم مختلف في مجالات أخرى.

## أمثلة
- إذا كنا نفكر في {\displaystyle \mathbb {R} } كمجموعة من الأعداد الحقيقية، فإن الجداء المباشر {\displaystyle \mathbb {R} \times \mathbb {R} } هو بالضبط جداء ديكارتي {\displaystyle \{(x,y)|x,y\in \mathbb {R} \}}
- إذا كنا نفكر في {\displaystyle \mathbb {R} } كزمرة من الأعداد الحقيقية مع الجمع، فإن الجداء المباشر {\displaystyle \mathbb {R} \times \mathbb {R} } لا يزال يتكون من {\displaystyle \{(x,y)|x,y\in \mathbb {R} \}} كمجموعة أساسية. الفرق بين هذا والمثال السابق هو أن {\displaystyle \mathbb {R} \times \mathbb {R} } هي الآن زمرة. ويتعين علينا أيضا أن نفكر في كيفية جمع عناصرها. ويتم ذلك بهذا الشكل{\displaystyle (a,b)+(c,d)=(a+c,b+d)}.

- إذا كنا نفكر في {\displaystyle \mathbb {R} } كحلقة من الأعداد الحقيقية فإن الجداء المباشر {\displaystyle \mathbb {R} \times \mathbb {R} } مرة أخرى يتكون من {\displaystyle \{(x,y)|x,y\in \mathbb {R} \}} كمجموعة أساسية. بنية الحلقة هي حلقة تتكون من الجمع المعرف ب {\displaystyle (a,b)+(c,d)=(a+c,b+d)}, والضرب المعرف ب {\displaystyle (a,b)(c,d)=(ac,bd)}
- ومع ذلك، إذا كنا نفكر في {\displaystyle \mathbb {R} } كحقل من الأعداد الحقيقية فإن الجداء المباشر {\displaystyle \mathbb {R} \times \mathbb {R} } غير موجود - وببساطة تعريف الجمع والضرب وبخلاف الأمثلة المذكورة أعلاه لن يؤدي إلى حقل لأن العنصر {\displaystyle (1,0)} ليس لديه مقلوب.
- وبطريقة مماثلة، يمكننا أن نتحدث عن الجداء المنتهي للعديد من البنيات الجبرية، مثلا {\displaystyle \mathbb {R} \times \mathbb {R} \times \mathbb {R} \times \mathbb {R} } ويمكننا أيضا أن نتحدث عن الجداء غير المنتهي، مثلا {\displaystyle \mathbb {R} \times \mathbb {R} \times \mathbb {R} \times \dotsb }.

## جداء مباشر للزمر
في نظرية الزمر يمكن تحديد الجداء المباشر لزمرتين (G, ∘) و (H, ∙)، وهو ما يشير إليه g × h. بالنسبة للزمر التي يتم جمعها مع بعضها قد يطلق عليها أيضا المجموع المباشر لزمرتين، وهو ما يشير إليه {\displaystyle G\oplus H}
وهي تعرف على النحو التالي:
مجموعة العناصر الجديدة هي الجداء الديكارتي لمجموعة العناصر 'G و H وهو {(g, h): g ∈ G, h ∈ H}
- على هذه العناصر وضعت عملية وحددت عناصرها وهي:
(g, h) × (g', h' ) = (g ∘ g', h ∙ h')

(ملاحظة (G, ∘) قد تكون هي نفسها (H, ∙).)
هذا التعبير يعطي مجموعة جديدة. وهي تتألف من مجموعة فرعية عادية من تساوي الشكل إلى g (بالنظر إلى عناصر الشكل (g, 1))، و تساوي الشكل إلى h (تتالف من العناصر (1, h)).
هذا التعبير يعطي مجموعة جديدة. ولها مجموعة فرعية عادية تشاكل إلى G (تعطى من قبل عناصر النموذج (g , 1)، وإسومورفيك إلى H (تضم العناصر (1, h)).
كما يحمل العكس أيضا نظرية التقدير التالية: إذا كانت المجموعة K تحتوي على مجموعتين فرعيتين عاديتين G و H، بحيث أن K= GH و تقاطع G و H يحتوي فقط على المطابقة، ثم K هو 'تشاكل إلىG× H. تخفيف هذه الشروط، التي تتطلب مجموعة فرعية واحدة فقط لتكون طبيعية، ويعطي جداء نصف مباشر.
على سبيل المثال، استخدم نسختين من المجموعة الفريدة من نوعها (حتى التشاكل) من الترتيب 2,  C  2: ك {1, a} و {1, b}. ثم C2×C2 = {(1,1), (1,b), (a,1), (a,b)}، مع عنصر التشغيل حسب العنصر. على سبيل المثال، (1,b)*(a,1) = (1*a, b*1) = (a,b)، و(1,b)*(1,b) = (1,b2) = (1,1).
في حاصل الضرب المباشر، نحصل على بعض تشاكل الزمر الحرة: خرائط الإسقاط: {\displaystyle {\begin{aligned}\pi _{1}:G\times H\to G\quad {\text{by}}\quad \pi _{1}(g,h)&=g\\\pi _{2}:G\times H\to H\quad {\text{by}}\quad \pi _{2}(g,h)&=h\end{aligned}}} ودعا تنسيق وظائف.
أيضا، يتم تحديد كل الزمر F للجداء المباشر تماما من خلال وظائف المكون {\displaystyle f_{i}=\pi _{i}\circ f}. بالنسبة إلى أي مجموعة ( G , ∘) وأي عدد صحيح  n  ≥ 0، فإن التطبيق المتعدد للجداء المباشر يعطي مجموعة الكل  n  - زوج مرتب Gn (لمجموعة n = 0 المجموعة التافهة).
أمثلة:
- Zn
- Rn

إضافة إلى فضاء متجهي مبني وهو ما يسمى بفضاء إقليدي

## الجداء المباشرة للفضاء الحلقي
الجداء المباشر للفضاء الحلقي (عدم الخلط مع الجداء الموتر) مشابه جدا لواحدة من المجموعات المحددة أعلاه، وذلك باستخدام الجداء الديكارتي مع إجراء تشغيل الإضافة ومعاملات الضرب تتوزع أكثر من جميع المكونات. ابتداء من R نحصل على الفضاء الإقليدي Rn، النموذج الحقيقي للفضاء المتجهي للأبعاد الحقيقية فالجداء المباشر لRm و Rn هو Rm+n.
ملاحظة إن الجداء المباشر لمؤشر محدود {\displaystyle \prod _{i=1}^{n}X_{i}} مطابق للحاصل المباشر {\displaystyle \bigoplus _{i=1}^{n}X_{i}}.
الحاصل المباشر والجداء المباشر يختلفان فقط في الأرقام القياسية اللانهائية، حيث يكون لجميع عناصر الحاصل المباشر صفر ولكن بالنسبة لعدد منتهي من المدخلات وهي مزدوجة بمعنى نظرية الأصناف: فالحاصل المباشر هو المتدخل في الجداء، في حين أن الجداء المباشر هو المنتج.
على سبيل المثال، نعتبر {\displaystyle X=\prod _{i=1}^{\infty }\mathbb {R} } و {\displaystyle Y=\bigoplus _{i=1}^{\infty }\mathbb {R} }، ما لا نهاية لها جداء مباشر وحاصل مباشر من الأعداد الحقيقية. التسلسل فقط مع عدد منتهي من غير صفر في Y على سبيل المثال، (1,0,0,0، ...) هو في Y، ولكن (1,1,1,1، ...) ليس كذلك.
كل من هذين التسلسلين في الجداء المباشر X، في الواقع. وY هي مجموعة فرعية مناسبة من X (يعني، Y ⊂ X).